# Cho Yoon-jeong
Cho Yoon-jeong (Andong, 2 aprile 1979) è un'ex tennista sudcoreana.

## Biografia
Iniziò a praticare tennis all'età di 10 anni. Nel 2003 giunse in finale all'ASB Classic singolo perdendo contro Eléni Daniilídou in una sfida molto combattuta. Nel ranking raggiunse la 45ª posizione il 14 luglio del 2003.
Vinse nel 2004 il doppio all'Hansol Korea Open in coppia con Jeon Mi-ra, vincendo in finale Chuang Chia-jung e Hsieh Su-wei con il punteggio di 6–3, 1–6, 7–5. 
Nel 2004 rappresentò il suo Paese alle Olimpiadi di Atene, dove uscì al secondo turno per mano di Francesca Schiavone.
All'US Open 2002 - Singolare femminile arrivò al terzo turno sconfitta in tre set da Monica Seles, mentre all'US Open 2005 - Singolare femminile raggiunse di nuovo il terzo turno dove perse da Justine Henin.

## Statistiche

### Risultati in progressione
| Sigla | Risultato               |
| ----- | ----------------------- |
| V     | Vincitore               |
| F     | Finalista               |
| SF    | Semifinalista           |
| O     | Oro olimpico            |
| A     | Argento olimpico        |
| SF    | Bronzo olimpico         |
| QF    | Quarti di Finale        |
| 4T    | Quarto turno            |
| 3T    | Terzo turno             |
| 2T    | Secondo turno           |
| 1T    | Primo turno             |
| RR    | Round Robin             |
| LQ    | Turno di qualificazione |
| A     | Assente                 |
| ND    | Non disputato           |

| Legenda superfici    |
| -------------------- |
| Cemento              |
| Terra battuta        |
| Erba                 |
| Superficie variabile |

#### Singolare nei tornei del Grande Slam
| Torneo          | 1998 | 1999 | 2000 | 2001 | 2002 | 2003 | 2004 | 2005 | 2006 | 2007 | 2008 |
| --------------- | ---- | ---- | ---- | ---- | ---- | ---- | ---- | ---- | ---- | ---- | ---- |
| Australian Open | A    | A    | A    | A    | 1T   | 2T   | A    | A    | 1T   | A    | A    |
| Open di Francia | A    | A    | A    | A    | 1T   | 1T   | A    | 1T   | A    | A    | A    |
| Wimbledon       | A    | A    | A    | A    | A    | 2T   | A    | 2T   | A    | A    | A    |
| US Open         | A    | A    | A    | 1T   | 3T   | 1T   | A    | 3T   | A    | 1T   | A    |

#### Doppio nei tornei del Grande Slam
| Torneo          | 1998 | 1999 | 2000 | 2001 | 2002 | 2003 | 2004 | 2005 | 2006 | 2007 | 2008 |
| --------------- | ---- | ---- | ---- | ---- | ---- | ---- | ---- | ---- | ---- | ---- | ---- |
| Australian Open | A    | 1T   | A    | A    | A    | A    | A    | A    | 1T   | A    | A    |
| Open di Francia | A    | A    | A    | A    | A    | A    | A    | 1T   | A    | A    | A    |
| Wimbledon       | 1T   | A    | A    | A    | A    | A    | 1T   | A    | A    | A    | A    |
| US Open         | 1T   | A    | A    | A    | A    | 2T   | A    | A    | A    | A    | A    |

#### Doppio misto nei tornei del Grande Slam
Nessuna partecipazione